# Droga wojewódzka nr 300
Droga wojewódzka nr 300 (DW300) – droga wojewódzka stanowiąca najszybsze i najkrótsze połączenie między Iłową, a Gozdnicą. Jej długość wynosi 11 km; w całości prowadzi przez Bory Dolnośląskie. Droga ta leży w województwie lubuskim, powiecie żagańskim, w gminie Iłowa, oraz w mieście Gozdnica. Rozpoczyna się w Iłowej skrzyżowaniem z DW296, a kończy w Gozdnicy (DW350).

## Miejscowości na trasie
- Iłowa
- Borowe
- Gozdnica